# Michael Christensen (fodboldspiller, født 1983)
 Der er flere personer med dette navn, se Michael Christensen.
Michael Porsmose Christensen (født 6. februar 1983) er en dansk fodboldspiller. Han spillede senest for Hobro IK, men har også spillet for OB, SønderjyskE og FC Vestsjælland. 